# Cornelis Pruijs van der Hoeven
Cornelis Pruijs van der Hoeven (Rotterdam, 13 augustus 1792 - Leiden, 5 december 1871) was een Nederlands arts. Zijn naam wordt ook wel gespeld als: Cornelis Pruys van der Hoeven. Hij was als hoogleraar verbonden aan de Universiteit Leiden, waar hij ook enige tijd rector magnificus was.

## Biografie
Cornelis Pruijs van der Hoeven werd geboren in Rotterdam als een telg van de familie Van der Hoeven en zoon van Abraham van der Hoeven en Maria van der Wallen van Vollenhoven. Tijdens zijn jeugd ging hij voor een periode van vier jaar naar een kostschool in Noordwijk en volgde daarna lessen aan de Erasmiaansche school. Rond 1812 werd hij ingeschreven als student geneeskunde aan de Universiteit Leiden en in 1816 promoveerde hij aldaar op het proefschrift De constitutionis epidemicae doctrina. Na zijn promotie werd hij arts in zijn geboortestad. Hij trouwde in 1823 met Maria Cornelia Trompert. Naast zijn werkzaamheden als arts bestudeerde Van der Hoeven Hippocrates.
Hij werd in 1824 benoemd tot buitengewoon hoogleraar praktische geneeskunde, pathologie en medische geschiedenis aan de Universiteit Leiden. In 1827 werd zijn buitengewoon hoogleraarschap omgezet in een gewoon hoogleraarschap maar de pathologie en medische geschiedenis behoorde nadien niet langer tot zijn leeropdracht. Gedurende het collegejaar 1839-1840 vervulde hij de functie van rector magnificus. Uiteindelijk ging hij in 1862 met emeritaat.
Hij overleed op 5 december 1871 te Leiden.

## Publicaties (selectie)
- Diss. med. inaug. de constitutionis epidemicae doctrina. Leiden 1816
- Chrestomathia Hippocratica. 1824
- Over de vorming eens toekomstigen geneesheers. 1828
- Historische lessen over de cholera. Leiden 1832
- Initia disciplinae pathologicae. Leiden. 1834.
- De arte medica. 1838-40
- Oratio de institutione academica. Hagae Comitis, 1841
- De historia Medicinae liber singularis, Auditorum in Usum Editus. Leiden 1842
- Examen anthropologique. 1851.
- Studie der pathologische anthropologie. Leiden 1851
- Historische Anthropologie. Leiden 1852
- Studie der klinische anthropologie. Leiden 1853, Leiden 1855
- Studie der christelijke anthropologie. Leiden 1853
- Levens-studiën. Utrecht en Amsterdam 1857
- Akademieleven. Utrecht 1866